# Love Bites (So Do I)
"Love Bites (So Do I)" é uma canção da banda de hard rock americana Halestorm, lançada como primeiro single de seu álbum The Strange Case Of... em 24 de janeiro de 2014. Também foi utilizado no jogo Guitar Hero Live.

## Antecedentes
As integrantes da banda declararam que "Love Bites" foi influenciado pela regravação do Skid Row da canção Skid Row, originalmente do Lamb of God. Lzzy Hale também mencionou em um episódio de That metal Show que as bandas de thrash metal como Megadeth e Anthrax, foram influências para a música.

## Recepção crítica
A música provocou uma reação positiva dos críticos de música. Gregory Heaney, em sua revisão no AllMusic, do álbum original da música, elogiou o desempenho vocal da vocalista Lzzy Hale, comentando que eles estavam "adicionando a quantidade certa de ruídos e gritos"; Ele também chamou a música de "agressiva". Steve Beebee, do Kerrang!, também foi positivo em relação à música, afirmando que a canção "é como assaltar um abridor como qualquer pessoa poderia desejar", também sentindo que Hale "atingiu seus músculos vocais que estão notáveis" na música. Greg Maki, da Live Metal, chamou a música de um "assalto metálico total". Uma revisão do álbum no Loudwire, comentou que a música "é a representação perfeita do Halestorm e uma ótima vitrine na voz da líder Lzzy Hale e dos demais músicos".

## Reconhecimento
A música recebeu um Grammy Awards, na categoria de "Melhor performance de Hard Rock/Metal", em 2013.

## Videoclipe
Um videoclipe para a música, dirigido por Jeremy Alter, foi lançado em 14 de fevereiro de 2012. O vídeo possui imagens em preto e branco da banda tocando.

## Posições
| Chart                              | Maior posição |
| ---------------------------------- | ------------- |
| US Billboard Mainstream rock songs | 2             |
| US Billboard Hot Rock Songs        | 16            |